# Muir of Ord
Muir of Ord är en ort i Storbritannien.   Den ligger i kommunen Highland och riksdelen Skottland, i den norra delen av landet, 700 km norr om huvudstaden London. Muir of Ord ligger 35 meter över havet och antalet invånare är 1 807.
Terrängen runt Muir of Ord är kuperad åt sydväst, men åt nordost är den platt. Runt Muir of Ord är det ganska glesbefolkat, med 27 invånare per kvadratkilometer. Närmaste större samhälle är Inverness, 14,7 km öster om Muir of Ord. I omgivningarna runt Muir of Ord växer i huvudsak blandskog.